# Doing All Right
"Doing All Right" (Español: "Haciendo Todo Bien") es una balada escrita por Brian May y Tim Staffell, miembros de la banda Smile entre 1968 y 1969. La canción fue regrabada por la banda británica Queen en septiembre de 1972 para su álbum debut homónimo de 1973. Más tarde fue publicado como lado B del lanzamiento de sencillo en los Estados Unidos de "Liar" el 14 de febrero de 1974.

## Otros lanzamientos
- La canción fue publicado como lado B del lanzamiento de sencillo en Estados Unidos de "Liar" el 14 de febrero de 1974.[3]
- La canción aparece en el álbum recopilatorio de 2016, On Air.[4]

## Créditos
Créditos adaptados desde las notas del álbum.
- Freddie Mercury – voz principal
- Brian May – guitarra eléctrica y acústica, piano, coros
- Roger Taylor – batería, coros
- John Deacon – bajo eléctrico

## Versión de 2018

### Antecedentes
En abril de 2018, Tim Staffell fue invitado a grabar su parte en la canción "Doin' Alright", junto con los otros miembros de Smile, para la banda sonora de la película biografía de 2018, Bohemian Rhapsody, la cual cuenta la historia del vocalista Freddie Mercury.

### Créditos
Créditos adaptados desde las notas del álbum.
- Tim Staffell – voz principal, bajo eléctrico
- Brian May – guitarra eléctrica, coros
- Roger Taylor – voces adicionales, batería